# Toussaint 66
Toussaint 66 est un album de bande dessinée en noir et blanc écrite par Kris et dessinée par Julien Lamanda. Publiée en 2002 par Delcourt dans sa collection de romans graphiques « Encrages », Toussaint 66 est réédité 14 ans plus tard par Sixto Éditions, augmenté d'un récit inédit conclusif, Toussaint 99.
Toussaint Polignac, revenu en Bretagne après 20 ans en Afrique à l'occasion de l'enterrement de sa mère, retourne au Congo accompagné de son amie d'enfance Muriel pour disperser les cendres de sa mère.

## Publication
- Toussaint 66, Delcourt, coll. « Encrages », 2002  (ISBN 2-84055-793-2).
- Toussaint 66 / 99, Sixto Éditions, coll. « L'Avventura », 2016  (ISBN 979-10-90939-16-5).

### Documentation
- Nicolas Pothier, « Route 66 », BoDoï, no 56,‎ octobre 2002, p. 12.